# Метро 2033: Безымянка
«Метро 2033: Безымя́нка» — фантастический роман Сергея Палия, вышедший в свет в 2010 году. Это двенадцатая книга из серии Вселенная Метро 2033, которая повествует о выживших в самарском метро после ядерной войны, вдохновлённая романами Дмитрия Глуховского.

## Название
Роман назван по одноимённому району города Самары, под которым проходит большая часть самарского метро и одна из станций которого носит идентичное название.

## Оформление книги
Обложка книги оформлена в стиле серии «Метро 2033», но имеет интересную особенность — на ней изображён портрет автора. В связи с этим на вопрос Андрея Щербака-Жукова «как сохранить своё лицо, работая в рамках межавторского проекта» Сергей Палий пошутил, что он уже «сохранил своё лицо тиражом 70 тысяч» — и показал книгу «Метро 2033. Безымянка», со своим портретом на обложке.

## Сюжет

### Пролог
Действие романа происходит в Самаре. Город окружён неким «Рубежом», выбраться за пределы которого невозможно. Самарский метрополитен разделён на два лагеря — чистый и благополучный «Город» и бандитская «Безымянка», погрязшая в нищете и разрухе. Тот день, когда между лагерями должно было произойти заключение мира, становится днём войны.
Главному герою Олегу Исакову, его помощнику Егору Ваксе и их подруге Еве предстоит раскрыть политический заговор, пройти через всю Безымянку и добраться до легендарного пульта управления Самарой.

### Город
Роман начинается с того, что Олег Романович Исаков — переговорщик Города по прозвищу «Орис», сидя на наблюдательном пункте близ станции Вокзальная, называемой в народе «Концом Льва Толстого», наблюдает за разрушенным городом. Закончив с этим занятием, он отправляется обратно на станцию, у самого её входа подстрелив мутанта-мэрга. На родной Вокзальной Орис встречается с газетчиком Бристолем и узнаёт от него некоторые события из жизни соседней фракции — Безымянки (диких). После чего Исаков, вымывшись в душе, находит у своего дома Ваксу — мальчика-подростка, которого приютил Олег, и заходит с ним к себе домой. Через некоторое время к ним приходит сотрудник Центрального Департамента Комель, который от лица руководства требует прибыть на Московскую для завтрашних переговоров с Безымянкой. Орис, взяв с собой Ваксу, вместе с Комелем едет на дрезине через станции Города и добирается до Новой Московской, где, узнав задачу от руководства, остаётся на ночь. Пока Вакса спит, Орис, минуя блокпост благодаря взятке таможеннику Сулико, встречается в заброшенном бункере со своей подругой Евой, которая является наложницей безымянского бугра Эрипио. Та рассказывает герою, что на утро, во время завтрашнего торжественного открытия тоннеля между Городом и Безымянкой и обмена ресурсами, начнётся война и пока она не началась, девушка просит Олега достать из архивов Московской бумаги документы КГБ, в которых по слухам находится секрет управления Рубежом — «щитом», окружающим Самару. Их очень хочет заполучить Эрипио, но Ева говорит, что не отдаст их ему. Договорившись, оба возвращаются на свои территории. При помощи Ваксы Олег успешно крадёт бумаги.

### Война
На следующее утро происходит долгожданный обеими государствами обмен ресурсами между фракциями и торжественное открытие тоннеля. На церемонии присутствуют оба главаря: Савва Второй — со стороны Города и Эрипио — со стороны Безымянки. После перерезания ленты, со стороны владений диких стреляет снайпер и убивает заместителя Саввы — Натрикса. Среди народа начинается паника и неразбериха. Пользуясь этим, городские наёмники выкатывают на рельсы вагон, излучающий перед собой электроаномалии, сильно давящие на мозг. С его помощью они начинают продвигаться вглубь безымянской территории, на Гагаринскую. Орис с Ваксой, чтобы спастись от вагона, забегают в боковое помещение у тоннеля и встречаются там с Евой и Эрипио. Бугор Безымянки требует отдать ему бумаги, но Орис, ударив его, наотрез отказывается и Эрипио, обещая отомстить, уходит. Герои же продолжают путь по межлинейным подземельям. Чудом минуя флуктуацию «Каменная Зоя», троица под видом беженцев с Гагаринской приходят на Спортивную — третью станцию Безымянки, которую ещё не успел захватить Город. Почти в это же время на станцию забредает огромная тварь под названием Роль, которая, успев убить нескольких солдат, и свалить установленный на платформе обелиск, уходит благодаря аплодисментам, вызванным Орисом, а позже — подхваченным остальными.

### «Победа»
За спасение населения один из наропольцев позволяет героям пройти к Советской. В перегоне между станциями троица сталкивается с бандой «волчат» — подростками-бандитами, которые отводят их к своему королю Наколке. Тот предлагает им еду и даже хорошо общается, пока к ним не прибегает со Спортивной отряд Хлебопашца — «шестёрки» Эрипио, знакомые Орису ещё с их встречи с Евой. Тот сообщает, что городские взяли станцию и вскоре будут на Советской. Увидев знакомые лица, дикий предлагает Наколке сдать их Эрипио, но его прерывает Ева, выстрелив в наропольца из своей «Беретты». Убив второго дикого, но отпустив третьего, Ева понимает, что «волчата» их не отпустят, поэтому бросает в них учебную гранату. Пользуясь тем, что дети рассыпались по укрытиям, она вместе с Орисом и Ваксой достигает Советской и, успешно минуя её, добирается до Победы. Орис поражается её чистоте и великолепию и узнаёт от девушки, что каждое утро станция сгорает и принимает свой первоначальный облик. Чтобы не сгореть, герои устраивают привал в помещении неподалёку. Когда все спят, Вакса по-тихому пытается стащить документы, но его засекает Орис и начинает подозревать подростка, несмотря на его уверения в обратном. Отдохнув, все трое добираются до столицы Безымянки, где через КПП выходят на поверхность. Ева ведёт напарников к кирпичному гаражу, в которой стоит её транспорт — жёлтый ВАЗ-2101 по кличке «Цыпа».

### Санаторий
Сев в автомобиль и только отъехав от места, герои  замечают УРАЛ, в котором сидит Эрипио. Под прикрытием УАЗа, главарь Безымянки начинает преследование троицы, которая собралась ехать туда, куда нужно бугру — в заброшенный санаторий «Волга», где скрывается вход на объект управления Рубежом. Орису, сидевшему на заднем ряду, несмотря на разрушенные дороги и отсутствие ремней безопасности, удаётся ранить пулемётчика на внедорожнике. Однако, несмотря на это, уже почти подъехав к пункту назначения, грузовик таранит машину и та попадает в аварию. Все трое теряют сознание.
Очнувшись, Орис выбирается из-под машины при помощи Ваксы и освобождает Еву. Расправившись с одним из выставленных Эрипио дозорных (второго утаскивают мэрги), друзья спускаются в подвалы санатория, идя по следу оставшихся диких. Уже слыша их голоса, Егор предлагает совершить трюк с гранатой, какой Ева уже проделала с «волчатами», но на этот раз граната оказывается настоящей. Происходит взрыв и, судя по стонам умирающих, Ева с Орисом понимают, что Вакса справился. Однако в темноте уцелевший Эрипио берёт замешкавшегося Ваксу в заложники и тот, понимая, что ему конец, закрывает друзей в тоннеле, ведущий к Вратам жизни, отрезав тем самым Эрипио от вожделенной цели.

### Врата жизни
Оказавшись вдвоём, Олег и Ева находят в тоннеле дрезину, на которой добираются до ворот, при помощи ключей-карт, одновременно открыв которые, они попадают на другую сторону санатория. Практически тут же появляется надоедливый Эрипио, который, вновь вырубив девушку, вступает в рукопашную схватку с Орисом, используя оставшийся у него нож. Находясь на грани смерти, Орис пользуется тем, что бугор Безымянки, являясь «кротом», носит солнцезащитные очки, срывает их, от чего противник начинает жмуриться от солнечных лучей. Перехватив инициативу, Олег вынимает из нарукавного кармана крестовую отвёртку, которую достал из перевёрнутой «Цыпочки», и убивает главаря Нарополя.
Приведя в чувство Еву и обыскав мёртвое тело бывшего бугра Безымянки, напарники получают доступ к центру управления Рубежом — «Вратам жизни», и отключают часть щита по направлению к городу Тольятти. У Евы появляется желание покинуть город вместе с парнем, но на объекте также обнаруживается огромное количество оружия, боеприпасов, еды и лекарств.
Понимая, что медикаменты спасут жизнь родной матери и всей безымянки, Ева предлагает Орису вернуться с этими припасами в Метрополитен и рассказать о складах его жителям. Радуясь этому, Орис понимает, что нашёл свою «Безымянку» — это была его Ева.

## Персонажи
В интервью автор книги признался, что «главного героя — Олега Исакова, переговорщика дипломатического департамента — он писал с себя. Смелого парнишку Ваксу — со своего брата, а главную героиню — со своей любимой девушки».

## Возможное продолжение
Сергей Палий упомянул, что возможно напишет продолжение, но не раньше, чем через год.

## Отзывы и критика
Арсений Крымов из журнала «Мир фантастики» отметил «целую галерею ярких, достоверных персонажей» и считает, что «книга не разочарует ни поклонников чисто проектного чтива, ни любителей научной и социальной фантастики посерьёзнее. Уважив и каноны жанра, и принятые во вселенной законы, автор не поступился творческой свободой, создав увлекательную и самобытную историю.»

Сам основоположник серии Дмитрий Глуховский так отозвался о книге Сергея Палия:
Написана хорошо, художественно. Язык интересный, затейливый, яркий. Сюжет напряжённый, как струна натянутая. И я не стал вмешиваться. Только обсудил с Сергеем некоторые сюжетные моменты — он внёс несколько улучшений, и роман стал ещё ярче, ещё пронзительней. Интересная вещь получилась. Достойное продолжение саги.»